# Universal Media Disc

En UMD-skiva, vilken kan användas i Playstation Portable.

Universal Media Disc är ett optiskt skivformat som utvecklats av Sony för att användas på deras bärbara spelkonsol Playstation Portable. Den klarar av att lagra upp till 1,8 gigabyte data och kan användas för både spel, filmer och musik, eller en kombination av dessa. Den optiska skivan ligger mantlad i en kassett, men har ingen skyddslucka där lasern läser på skivan som till exempel minidisc har. Försäljningen inleddes år 2000, och upphörde 2014.

## Specifikationer
- Dimensioner: ungefär 65 mm (B) × 64 mm (D) × 4.2 mm (H)
- Maximal kapacitet: 1.80 GB (dual layer), 900 MB (single-layer)
- Laser våglängd: 660 nm (röd laser)
- Kryptering: AES 128-bit

## Regioner
UMD-filmer har en DVD-liknande regionskodning. Denna kodning används inte för spel.
- Region 0: Hela världen
- Region 1: Nordamerika
- Region 2: Europa, Japan, Mellanöstern, Egypten, Sydafrika, Grönland
- Region 3: Taiwan, Sydkorea, Filippinerna, Indonesien, Hongkong
- Region 4: Australien, Nya Zeeland, Stilla Öarna, Sydamerika
- Region 5: Ryssland, östra Europa, Indien, större delen av Afrika, Nordkorea, Mongoliet
- Region 6: Kina

## Kopieringsskydd
Till skillnad från minidiscen, ett annat Sony-utvecklat format, så kommer UMD:n inte att kunna köpas som tomma skivor, detta för att motverka piratkopiering. Trots dessa säkerhetsåtgärder har formatet redan crackats av hackare och i till exempel Hongkong har piratkopierade spel, i form av ISO-filer börjat säljas.

## Användningsområde
Det huvudsakliga användningsområdet för UMD-skivor är som ett lagringsmedia för spel till Playstation Portable. Utöver detta används lagringsmediet också för att lagra film, TV-program och musik. Video är kodat i formatet H.264/MPEG-4 AVC, medan ljudet kodats i ATRAC3plus.
BBC startade sin lansering av deras TV-program på UMD i Storbritannien, med titlar som The Office, Doctor Who och Little Britain.
Pornografisk film på UMD säljs i Japan. Sony, officiellt, stödjer inte denna typ av verksamhet. Den enorma marknaden i Japan för dessa filmer bidrar till försäljningen av Playstation Portable, så Sony har inte tagit till några åtgärder mot detta.

### Fotnoter
1. ↑  ”UMD (Universal Media Disk) (2004 – 2014)” (på engelska). Museum of Obselete Media. 11 mars 2000. http://www.obsoletemedia.org/universal-media-disk/. Läst 11 juli 2015.